# سانتا النا د جموز
سانتا النا د جموز (به اسپانیایی: Santa Elena de Jamuz) یک دهستان‌های اسپانیا و دهستان و منطقه مسکونی در اسپانیا است که در استان لئون، اسپانیا واقع شده‌است. سانتا النا د جموز ۶۲ کیلومتر مربع مساحت دارد.